# Momentum One Day Cup 2013/14
Der Momentum One Day Cup 2013/14 war die 33. Austragung der nationalen List-A-Cricket-Meisterschaft in Südafrika. Der Wettbewerb wurde zwischen dem 11. Oktober 2013 und 16. November 2013 zwischen den sechs südafrikanischen First-Class-Franchises ausgetragen. Das Finale wurde auf Grund von schlechtem Wetter abgesagt und die beiden Finalisten Titans und Cape Cobras als geteilte Sieger des Wettbewerbes erklärt.

## Format
Die sechs Mannschaften spielten in einer Gruppe jeweils zweimal gegen jedes andere Team. Für einen Sieg gibt es vier Punkte, für ein Unentschieden oder No Result zwei und für eine Niederlage keinen Punkt. Ein Bonuspunkt wird vergeben, wenn bei einem Sinn die eigene Runzahl die des Gegners um das 1,25-fache übersteigt. Des Weiteren ist es möglich, dass Mannschaften Punkte abgezogen bekommen, wenn sie beispielsweise zu langsam spielen. Der Gruppenerste qualifiziert sich direkt für das Finale, während der Gruppenzweite und -dritte ein Halbfinale bestreiten.

## Resultate

### Gruppenphase
Tabelle
| Teams          | Sp. | S | N | U | R | NR | A | BP | Ded | Punkte | NRR    |
| -------------- | --- | - | - | - | - | -- | - | -- | --- | ------ | ------ |
| Cape Cobras    | 10  | 6 | 2 | 0 | 0 | 1  | 1 | 0  | 0   | 28     | +0.026 |
| Dolphins       | 10  | 5 | 2 | 0 | 0 | 3  | 0 | 2  | 0   | 28     | +0.409 |
| Titans         | 10  | 5 | 4 | 0 | 0 | 1  | 0 | 2  | 0   | 24     | +0.468 |
| Warriors       | 10  | 4 | 3 | 0 | 0 | 0  | 3 | 2  | 0   | 24     | +0.240 |
| Knights        | 10  | 3 | 6 | 0 | 0 | 0  | 1 | 1  | 0   | 15     | −0.354 |
| Highveld Lions | 10  | 1 | 7 | 0 | 0 | 1  | 1 | 0  | 0   | 8      | −0.771 |

## Halbfinale
| 12. November Scorecard | Durban | Dolphins 237 (49.4)          | – | Titans 240-5 (48.3) |
|                        |        | Titans gewinnt mit 5 Wickets |   |                     |

## Finale
| 15. November Scorecard | Kapstadt | Cape Cobras 7-0 (5.5) | – | Titans |
|                        |          | No Result             |   |        |

| 16. November Scorecard | Kapstadt | Cape Cobras    | – | Titans |
|                        |          | Spiel abgesagt |   |        |